# Комунікатор (особа)
Комунікатор як суб'єкт комунікації є індивідом чи групою індивідів, які реалізують самостійно вироблені програми дій, що сприяють досягненню самостійно вироблених і поставлених цілей. Суб'єкт комунікації здійснює цілеспрямовану діяльність, визначає умови та засоби досягнення цілі. Інші індивіди чи групи, котрі залучені для сприяння реалізації таких цілей, можуть мати власні, відмінні від заданої конкретним суб'єктом комунікації, цілі.
Щоби визначити суб'єкта комунікативної діяльності, необхідно відповісти на питання «Чию потребу задовольняє продукт цієї діяльності?», тобто кому найвигідніші результати комунікації, хто найбільш зацікавлений в цій соціальній дії?
"Хто говорить має більше значення, ніж що говорять" Д.Карнегі

## Місце комунікатора у процесі комунікації
Комунікатор є першою ланкою у "формулі комунікації" Гарольда Дуайта Ласвела
1. хто? (передає повідомлення) – комунікатор
2. що? (передається) – повідомлення (текст)
3. як? (здійснюється передача) – канал
4. кому? (спрямовано повідомлення) – аудиторія
5. з яким ефектом? – ефективність[3]

## Важливість ідентифікації комунікатора
Важливість ідентифікації комунікатора зумовлена необхідністю регуляції медіа-середовища, зокрема через визначення:
- Кому вигідна трансляція цієї  інформації?[1]

- Хто є відповідальним за трансляцію інформації?

- Чи гарантується об'єктивність наданої нформації?

- Чи дотримується підзвітність закону при трансляції інформації?[4]

## Проблеми ідентифікації суб'єкта комунікації
У міжособистісній та міжгруповій комунікації не важко визначити, хто є комунікатором. У масовій комунікації однак комунікатор зазвичай виступає "збірним" поняттям. Мається на увазі, що за створення газети, телевізійної програми, радіопрограм, фільмів тощо відповідальна велика кількість людей. Тому важко сказати, хто окремо: сценарист, режисер, звукорежисер, оператор, головний актор тощо є комунікатором для глядача як реципієнта, наприклад. І попри те, що створення мас-медійної продукції відбувається в результаті діяльності групи людей, колективу, інформація в основному сприймається через персональну довіру до того, хто цю інформацію транслює: диктор, головний актор, ведучий тощо. Реципієнти за сприйняттям комунікатора поділяються на тих, що орієнтовані на зміст інформації, та тих, що орієнтовані на джерело. Тут постає питання персоніфікації комунікатора.
Крім того, масові комунікації є складним процесом, що передбачає залученість різних соціальних акторів, за допомогою яких створюється й транслюється медіаінформація. Таким чином, ідентифікація суб'єкта комунікації ускладнюється через специфіку організації та функціонування засобів масової комунікації (ЗМК).
- складна формальна організаційна структура: ЗМК є «продуктом бюрократії» - їхня організаційна структура передбачає спеціалізацію підрозділів, поділ праці та фокусовану сферу відповідальності (контроль фінансів, управління персоналом, координація діяльності, розподіл влади). Рішення про те, що пускати в телеефір чи на шпальти газети, ухвалюють і затверджують різні групи людей на різних рівнях менеджменту з формалізованими каналами комунікації

- гейткіперс (gatekeepers): наявність великої кількості посередників між комунікатором і аудиторією - більш або менш помітних осіб або груп (редакційного комітету або ради директорів тощо), які визначають, який матеріал зрештою досягне аудиторії. Рішення щодо проходження певної інформації ухвалюється особами, що займають вищі позиції в структурі організаційної ієрархії, внаслідок чого трансльоване в медіа повідомлення може мати мало спільного з початковим задумом;

- змагання за прибуток: діяльність організацій у галузі мас-медіа зазвичай здійснюється на комерційній основі, це може призвести до зміщення цілей їх функціонування: ЗМК спрямовані на отримання прибутку для власників чи акціонерів та меншою мірою слугують інтересам громадськості, яку уособлює аудиторія. Аудиторія розглядається як потенційні споживачі медіапродукції, як джерело доходу, наслідком є конкуренція між мас-медійними організаціями за приваблення цих аудиторій, боротьба за рейтинги, що може призвести, зокрема, до викривленого висвітлення інформації[5]

У сучасному інформаційному суспільстві швидкість та об'єм інформаційних потоків заважає реципієнтам відбирати надійну, достовірну інформацію. Складність функціонування медіа-організацій, багатоетапність створення медіаконтенту і навіть ціннісні орієнтації власників мас-медіних організацій здійснюють неабиякий вплив на те, яка інформація доходить до реципієнта. Якщо врахувати також множинність акторів та функцій, які вони виконують, ідентифікація єдиного комунікатора у процесі масової комунікації стає неможливою.
У зв’язку з проблемою ідентифікації комунікатора як суб’єкта масової комунікації, деякі теоретики журналістики навіть відмовляються від фіксації суб’єктів як найважливіших елементів системи масової комунікації. На противагу цьому вони пропонують перелічувати «діючі сили» такої системи, акцентуючи увагу на суто юридичному аспекті: найважливішими «діючими силами» визначаються засновники - державні або громадські організації, професійні та творчі союзи, асоціації та спільноти, групи громадян або окремі особи, які створюють видання і програми, організують та спрямовують їхню діяльність у тій формі та мірі, як зафіксовано в редакційному статуті. При цьому комунікатори як суб'єкти комунікації не є гомогенною групою.

## Основні характеристики комунікатора
- Ефективність/дієвість комунікатора залежить від того, чи визнаний він надійним джерелом інформації

- Сила комунікатора – ступінь контролю, який має комунікатор (або інституція, до якої він належить) над умовами життя реципієнта. Наприклад, командир військової частини має велику силу щодо солдат, з якими він комунікує[2]

## Види суб'єктів масової комунікації
Залежно від того, які цілі мають суб'єкти масової комунікації, виокремлюють такі види, які виконують різні функції в медіапросторі:
- журналісти як суб'єкти реалізації творчих і професійних інтересів, що створюють зміст повідомлення

- власники окремих ЗМК як суб'єкти реалізації економічних інтересів, вони створюють організаційні рамки створення і поширення повідомлення

- групи інтересів, які реалізують через ЗМК свої цілі, що полягають у впливі на масову свідомість, вони сприяють створенню інформаційних приводів для мас-медіа

- масові аудиторії як сукупність суб'єктів, що мають спільну, єдину ціль – отримання інформації для орієнтації у середовищі існування, через вибір медіаканалів вони створюють споживацький розподіл медіаконтенту[1]

## Рівні розгляду суб'єктів масової комунікації
З погляду масової аудиторії виокрелюють:
1. Індивідуальний - сприйняття комунікатора як окремого індивіда
2. Колективний (інституційний) - комунікатор як група людей або соціальний інститут
3. Системний - розгляд комунікатора як комплексу індивідуальних та групових зв'язків, що сприяють створенню та поширенню медіаконтенту[6]

## Використані джерела
1. Суб'єкти процесу масової комунікації: опорний конспект. [Електронний документ] / Іванов О. В. — 2009 — С. 2-3.
2. Науменко, Т. Социология массовой коммуникации: Учебное пособие / Тамара Науменко — Издательский дом «Питер», 2005. — Раздел II. Субъектный аспект массово-коммуникативной деятельности. Тема 4. Субъекты массово-коммуникативной деятельности. — С. 62-72.
3. Панарин И. Н. СМИ, пропаганда и информационные войны. М.: Поколение, 2012, 441 с.
4. Dominick, J. R. Characteristics of Media Organisations / Joseph R. Dominick // The dynamics of mass communication: Media in the digital age / Joseph R. Dominick — McGraw-Hill Higher Education, 2011. — P. 14-16.
5. Fourie, P. J. Media Studies / Pieter J. Fourie — Juta and Company Ltd., 2001. — Chapter 6. Mass communication theory. 6.1.1. Who is the communicator? 6.2. Models of mass communication. — P. 213–214, 223–230.
6. Іванов О. лекція 8 з курсу «Соціологія масових комунікацій» 2013 рік